# Avatar: The Last Airbender (відеогра)
Avatar: The Last Airbender: The Video Game (укр. Аватар: Останній захисник — Відеогра), також відома в Європі як Avatar: The Legend of Aang (укр. Аватар: Легенда про Аанга) — відеогра, заснована на однойменному мультсеріалі. Його було випущено для Game Boy Advance, Microsoft Windows, GameCube, Nintendo DS, PlayStation 2, PlayStation Portable, Wii та Xbox. Гра стала першою грою, що вийшла на Wii у Північній Америці. Усі версії містять оригінальну історію, яка відбувається між Книгою 1 і Книгою 2 мультсеріалу, за винятком версії для Microsoft Windows, яка має іншу історію, засновану на Книзі 1, та інший ігровий процес.
У 2007 році було випущено продовження Avatar: The Last Airbender – The Burning Earth.

## Ігровий процес
Відеогра Avatar: The Last Airbender дозволяє гравцеві керувати одним із чотирьох персонажів — Аангом, Катарою, Хару або Соккою — в однокористувацькій пригоді. Кожен персонаж використовує свою фірмову зброю та стиль бою, а також може отримати нові спеціальні здібності внаслідок досвіду, здобутого за перемогу над ворогами. Різноманітні предмети можуть допомогти гравцеві при виконанні завдань або під час бою (броня, чи, зачаровані аксесуари та лікувальні зілля). Гра також дозволяє гравцеві збирати певні ресурси та приносити їх ремісникам для виготовлення спеціальних предметів. Вороги включають класичних магів вогню, машини та різних тварин з серіалу, в основному з першої книги.
Консольні версії гри було розроблено THQ Studio Australia.

## Сюжет

### Персонажі
Головні персонажі відеоігри Avatar: The Last Airbender — Аанг, Катара, Сокка та Хару, троє з яких є головними героями телесеріалу, на якому ґрунтується відеогра.
Аанг — веселий, 112-річний (фізично 12 років) головний герой відеоігри, він був заморожений в айсбергу на ціле століття. Нинішнє втілення Аватара, людини, чия сутність назавжди пов'язана із сутністю Аватара — Духа Світла та Миру. Як Аватар, Аанг повинен опанувати всі чотири стихії, щоб принести мир у світ і відновити порядок між чотирма народами. У цьому йому допомагають чотирнадцятирічна Катара, єдина чародійка води, що залишила Південне плем'я води, і її старший брат Сокка, п'ятнадцятирічний воїн Південного племені води. Хару — молодий підліток, маг землі, який допомагає банді в їхній місії порятунку зниклого друга. Багато персонажів із серіалу з'являються на цьому; король Бумі, який з'являється на четвертому рівні.

### Історія
Під час тренувань у Північному племені води Аватар Аанг та Катара чують повідомлення про зникнення магу води Хірю, які вони розслідують. Вони прибувають у плем'я Води, коли на них нападає корабель Народу Вогню на чолі з принцом Зуко. Їм вдається відбитися від нападників, але Катара потрапляє в полон під час битви. Аанг і Сокка йдуть за кораблем, але їх гальмує вогненна машина.
Вони йдуть за кораблем у порт Королівства Землі. Вони проникають у в'язницю та звільняють Катару, яка повідомляє їм про іншого ув'язненого, на ім'я Ліан, якого змушують робити машини для Народу Вогню. Коли вони приходять у камеру Ліана, то виявляють, що вона порожня, крім карти села Королівства Землі.
На село нападають. Відбившись від машин, підібравши Хару і дізнавшись, що одного з його друзів-магів землі Юань викрали, вони вирушають до бібліотеки Омашу в пошуках підказки, звідки можуть з'явитися машини. Інформація з бібліотеки наводить їх на незвіданий острів.
На острові вони знаходять Ліан, що створює нові машини. Боїться, що Аватар Аанг не зможе опанувати всі чотири стихії до прибуття комети Созіна. Аанг відмовився від допомоги, бачачи, що машини руйнують села. Тоді Ліан висловлює свою зневагу до нього, посилаючи машину на боротьбу з ними, щоб вони бігли до храму Повітря, намагаючись знищити статуї Аватара. Вони зупиняють Ліан, але Катара, Сокка та Хару потрапляють у полон до іншої машини.
Аанг переслідує Ліана та машину до фортеці. Після того, як Аанг рятує своїх друзів, вони знаходять принца Зуко, також захопленого машиною. Рятуючи його, принц Зуко нападає на групу. Наприкінці бою принц Народу Вогню зривається зі скелі й падає у водоспад.
Четверо потрапляють у фортецю, де знаходять Ліан, що прикінчила машину, якою керують зник маг води Хірю, друг Хару — Юань і безіменний маг вогню. Ліан намагається прикріпити Аанга до машини, але натомість він бореться з нею. Під час бою Катару збивають з ніг, внаслідок чого розлючений Аанг входить у могутній стан Аватара та знищує машину раз і назавжди, ховаючи Ліан під її уламками та вбиваючи її (хоча в портативних версіях гри вона виживає).
Коли всі четверо залишають фортецю, принц Зуко бачить, як він повзе берегом, сердито бурчачи через те, що йому не вдалося спіймати Аватар.